# Marty Kudelka
James Martin Kudelka (ur. 24 września, 1974 w Dallas), amerykański choreograf najbardziej znany z współpracy z gwiazdami muzyki pop: Justin Timberlake, Janet Jackson i *NSYNC. Polskiej publiczności dał się poznać, jako dodatkowy juror w eliminacjach programu You Can Dance - Po prostu tańcz.
„Marty” Kudelka przygodę z tańcem rozpoczął w wieku 8 lat od breakdance. W wieku 16 lat kontynuował swój rozwój tańcząc freestyle w klubach. Swój hip-hop'ową karierę rozpoczął ucząc tańca w różnych szkołach tańca w Teksasie. Występował również w różnych programach poszukujących talentów tanecznych, udowadniając tym samym swój dar do tańca. Doświadczenie, jakie zdobył jako choreograf i nauczyciel tańca sprawiło, że w wieku 20 lat „Marty” otworzył swoją szkołę tańca. Dzięki swojemu talentowi, jego szkoła, w ciągu 4 lat, stała się najbardziej prestiżową szkołą tańca, a on sam najpopularniejszym instruktorem w Dallas.
W czerwcu 1999, Marty wyjechał do Los Angeles mając 1,200 dolarów w kieszeni i planem pozostania tam na 2 miesiące. Mimo tego planu Kudelka pozostał w Los Angeles do chwili obecnej. Przez następne półtora roku występował jako drugi choreograf światowej trasy Janet Jackson All For You, która została wyemitowana w paśmie HBO Special. Po jej zakończeniu Marty przygotował choreografię do teledysków Pink Get The Party Started oraz Girlfriend grupy NSYNC.
Od tego czasu Marty nawiązał współpracę z Justinem Timberlake'm będąc głównym choreografem jego teledysków, włączając występ i choreografię teledysku do utworu My Love i Sexy Back z albumu FutureSex/LoveSounds Timberlake’a z 2006 roku. Kudelka był również dyrektorem artystycznym i głównym choreografem trasy Future Sex/LoveShow Justina Timberlake’a z 2007 roku.